# Binnenschiffsklasse I

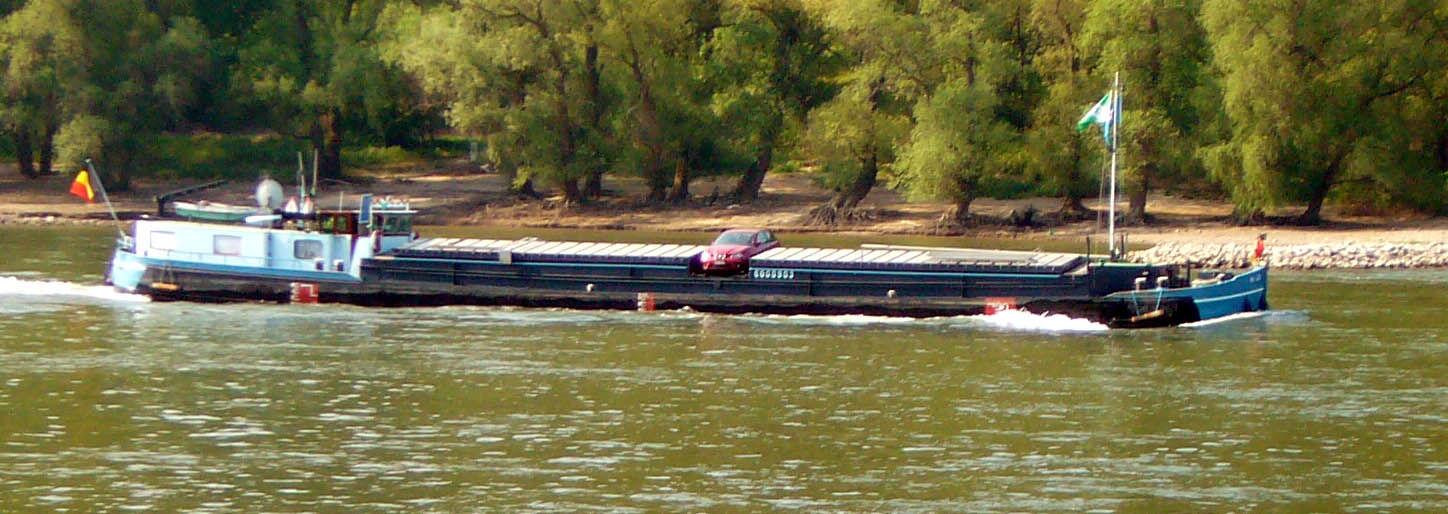
Péniche auf dem Rhein

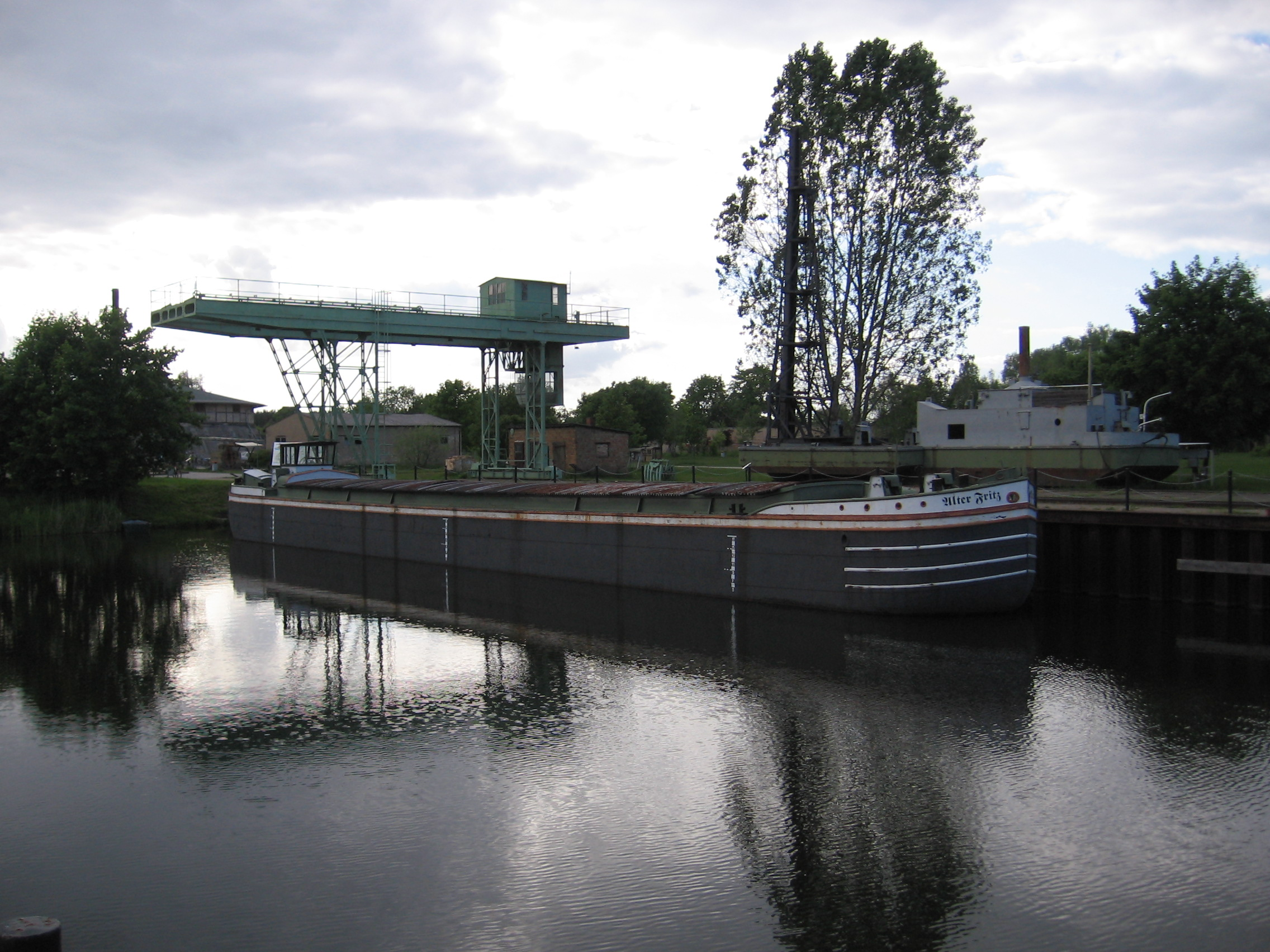
Finowmaßkahn im Ziegeleihafen Mildenberg

Die Binnenschiffsklasse I ist eine Binnenschiffsklasse nach Maßgabe der Europäischen Verkehrsministerkonferenz (CEMT). Diese Klasse wird auch als Spitz bezeichnet.
Die Spezifikation ist westlich und östlich der Elbe unterschiedlich:
- westlich: Freycinetmaß (Spits, Péniche): Länge max. 38,5 m; Breite max. 5,05 m; Abladetiefe max. 2,6 m; Tonnage max. 400 t
- östlich: Groß-Finowmaß: Länge max. 41 m; Breite max. 4,7 m; Abladetiefe max. 1,75 m; Tonnage max. 270 t